# Ferenc Vozar
Ferenc Vozar, madžarsko-nemški hokejist, * 19. april 1945, Budimpešta, Madžarska, † 1999, Nemčija.
Vozar je sredi sedemdesetih iz Madžarske prebegnil v Zahodno Nemčijo. V nemški ligi igral za kluba EHC Freiburg in Hamburger SV.
Za zahodnonemško reprezentanco je nastopil na enih olimpijskih igrah in več svetovnih prvenstvih. Edino medaljo na velikih tekmovanjih je osvojil na Olimpijskem hokejskem turnirju 1976, ko je bil z reprezentanco bronast, skupno pa je za reprezentanco odigral 33 tekem, na katerih je dosegel dva gola. Sprejet je bil tudi v Nemški hokejski hram slavnih.
Tudi njegova sinova, Patrick in Robert, sta hokejista.